# Маріо Валлотто
Маріо Валлотто (італ. Mario Vallotto, 18 листопада 1933 — 22 квітня 1966) — італійський велогонщик.
Олімпійський чемпіон 1960 року в командній гонці переслідування.
Переможець Середземноморських ігор 1959 року в індивідуальній гонці переслідування.
Срібний призер Чемпіонату світу з трекових велоперегонів 1959 року в індивідуальній гонці переслідування.